# چهارراه استانبول (فیلم)
چهارراه استانبول فیلمی ایرانی به نویسندگی، تهیه‌کنندگی و کارگردانی مصطفی کیایی است. نخستین نمایش این فیلم در سی و ششمین دوره جشنواره فیلم فجر بود و محصول سال ۱۳۹۶ است. نام قبلی این فیلم پلاسکو بود و با نگاهی متفاوت به حادثه آتش‌سوزی ساختمان پلاسکو در تهران می‌پردازد.

## داستان
بهمن و احد یک تولیدی ورشکسته لباس در پلاسکو دارند. احد می‌خواهد با لادن ازدواج کند اما پدر لادن مخالف است. شبی لادن با پدرش درگیر می‌شود و از خانه فرار می‌کند و پیش احد می‌رود. احد او را در تولیدی مخفی می‌کند و در را می‌بندد و همراه بهمن به دنبال جور کردن پول می‌روند. فردای آن شب پلاسکو آتش می‌گیرد و…

## بازیگران
- بهرام رادان در نقش بهمن
- محسن کیایی در نقش احد
- سحر دولتشاهی در نقش فرنگیس
- ماهور الوند در نقش لادن
- رعنا آزادی ور در نقش زهره
- مسعود کرامتی در نقش رحمان
- مهدی پاکدل در نقش فریبرز
- سعید چنگیزیان در نقش حمید
- پوریا رحیمی‌سام در نقش فرامرز
- علیرضا گیلوری در نقش مرتضی
- بابک بهشاد در نقش فربد
- خسرو احمدی در نقش غلامرضا
- تینو صالحی در نقش محمود
- حسین امیدی در نقش صابر
- اسدالله یکتا در نقش سروان
- رضا شریف‌نژاد

## حضور در جشنواره‌ها و جوایز

### جشنواره‌ها
| سال  | جشنواره                                 |
| ---- | --------------------------------------- |
| ۱۳۹۶ | جشنواره فیلم فجر                        |
| ۱۳۹۷ | انجمن منتقدان و نویسندگان سینمایی ایران |
| ۱۳۹۷ | جشن خانه سینما                          |

### جوایز
| سال  | جشنواره                          | قسمت                       | نامزد           | نتیجه    |
| ---- | -------------------------------- | -------------------------- | --------------- | -------- |
| ۱۳۹۶ | سی و ششمین دوره جشنواره فیلم فجر | بهترین بازیگر نقش اول زن   | ماهور الوند     | نامزدشده |
| ۱۳۹۶ | سی و ششمین دوره جشنواره فیلم فجر | بهترین بازیگر نقش مکمل مرد | مسعود کرامتی    | نامزدشده |
| ۱۳۹۶ | سی و ششمین دوره جشنواره فیلم فجر | بهترین بازیگر نقش مکمل زن  | سحر دولتشاهی    | برنده    |
| ۱۳۹۶ | سی و ششمین دوره جشنواره فیلم فجر | بهترین چهره‌پردازی          | عباس عباسی      | نامزدشده |
| ۱۳۹۶ | سی و ششمین دوره جشنواره فیلم فجر | بهترین جلوه‌های ویژه بصری   | فرید ناصر فصیحی | برنده    |
| ۱۳۹۷ | جشن خانه سینما                   | بهترین بازیگر نقش مکمل مرد | مسعود کرامتی    | نامزدشده |
| ۱۳۹۷ | جشن خانه سینما                   | بهترین موسیقی متن          | آرمان موسی پور  | نامزدشده |
| ۱۳۹۷ | جشن خانه سینما                   | بهترین چهره‌پردازی          | عباس عباسی      | نامزدشده |
| ۱۳۹۷ | جشن خانه سینما                   | بهترین جلوه‌های ویژه بصری   | فرید ناصر فصیحی | برنده    |